# Noyu-dong
Noyu-dong là một dong, phường của Gwangjin-gu ở Seoul, Hàn Quốc. Nó là dong pháp lý (법정동 法定洞) quản lý bởi dong hành chính (행정동 行政洞), Jayang 3-dong và Jayang 4-dong.

## Liên kết
- Trang chính thức Gwangjin-gu bằng tiếng Anh
- (tiếng Hàn) Bản đồ của Gwangjin-gu tại trang chính thức Gwangjin-gu
- (tiếng Hàn) Trang chính thức dân cư Jayang 3-dong
- (tiếng Hàn) Trang chính thức dân cư Jayang 4-dong